# 雨部
雨部（）は、漢字を部首により分類したグループの一つ。
康熙字典214部首では173番目に置かれる（8画の7番目、戌集の7番目）。

## 概要
「雨」字は空から地上へと降ってくる水滴である雨を意味する。天にある雲の間から水が落ちてくる様子に象る。
また動詞として雨などが降ることを意味する（字音は声調が去声となる）。
偏旁の意符としては気象や天候に関わることを示す。多くは冠の位置に置かれ、上下構造を作る。また「雨」を意符とする漢字以外に、靉・靆など、「雲」を意符とする漢字なども収められている。
雨部はこのような意符を構成要素に持つ漢字を収める。

## 字体のデザイン差
「雨」のなかの水滴を表す4つの筆画には差異が見られる。
印刷書体（明朝体）において『康熙字典』は、単体の「雨」は4つの点、冠の「雨」は篆書の字形に基づき「雪」のように4つの短い横画を採用している。日本および中国ではこれに従っている。
一方、台湾の国字標準字体・香港の常用字字形表は楷書の字形に基づき、短い点・撥ね・左払い・右払いの形（「摂」「渋」や「氺」などの4点に似る）を採用している（ただし、コンピュータ上でWindowsが装備するフォント細明體・新細明體 (PMingLiU・MingLiU) は5.03版（Windows Vista 標準装備）以降でないとこれに対応しておらず、それ以前の版では康熙字典体で表される）。

## 部首の通称
- 日本：あめかんむり・あまかんむり
- 中国：雨字頭
- 韓国：비우부（bi u bu、あめの雨部）
- 英米：Radical rain

## 部首字
雨
- 中古音
  - 広韻 - 1.王矩切、麌韻、上声 2.王遇切、遇韻、去声（動詞、ふるの意）
  - 詩韻 - 1.麌韻、上声 2.遇韻、去声
  - 三十六字母 - 喩母三等
- 現代音
  - 普通話 - 拼音：1.yǔ 2.yù 注音：1.ㄩˇ 2.ㄩˋ ウェード式：1.yü3 2.yü4
  - 広東語 - 粤拼:1.jyu5 2.jyu6 イェール式:1.yu5 2.yu6
- 日本語 - 音：ウ（漢音・呉音） 訓：1.あめ 2.あめふる
- 朝鮮語 - 音：우(u) 訓：비（bi、雨）・비 올（bi ol、雨が降る）

甲骨文
金文
大篆
小篆

## 例字
- 雨
  - 3:雪・雫、4:雲・雰、5:電・雹・雷・零、6:需、7:霄・震・霆・霈、8:霙・霍・霓・霎・霑・霏・霖、9:霞・霜、11:霪・霧、12:霰、13:霸・霹・露、14:霽・霾、16:靄・靆・靈（霊7）・靂、28:䨺、40:𩇔

### 最大画数
44:䨻